# Rhoda Broughton
Rhoda Broughton (29. listopadu 1840 – 5. června 1920) byla velšská spisovatelka. Narodila se v severovelšském městě Denbigh a o literaturu se zajímala již od dětství. Jedním z jejích vzorů byl William Shakespeare. Psala převážně romány a povídky. Své první dva romány vydala v roce 1867 v magazínu Dublin University Magazine. Svá poslední léta strávila v Headington Hill nedaleko Oxfordu, kde také ve věku 79 let zemřela.